# Angels Fall
«Angels Fall» —en español: «Ángeles caen»—  es una canción de la banda estadounidense de Metal alternativo Breaking Benjamin. La canción fue publicada el 14 de abril de 2015 como el segundo sencillo del quinto álbum de la banda, Dark Before Dawn. Este sencillo marca su segundo lanzamiento después del sencillo "Failure".

## Música
Loudwire  escritor Chad Childers dijo la canción "tiene una vibración más cambiante en los versos hasta que el poder de la voz de Ben Burnley añade un sentido de urgencia durante el coro, entregando un mensaje de no rendirse y no ceder ante los obstáculos que puedan interponerse en su camino". Benjamin Burnley, dijo de la canción después de su lanzamiento, "no quiero volver a inventar la rueda. Sólo quiero escribir buena música que va a soportar la prueba del tiempo y trato de hacer eso".

## Lanzamiento
El 11 de abril de 2015, Breaking Benjamin liberó una muestra de 37 segundos de "Angels Fall", anunciando su lanzamiento. El 14 de abril, fue lanzado como un segundo seguimiento del álbum y del sencillo  "Failure"
. El 14 de septiembre de 2015, un video musical fue lanzado para la canción.

## Personal
- Benjamin Burnley: vocalista y Guitarra rítmica,
- Jasen Rauch: guitarra principal,
- Keith Wallen: guitarra rítmica, coros
- Aaron Bruch: bajo, coros
- Shaun Foist: Batería, percusión

"Angels fall
- Escrita por Benjamin Burnley